# El niño en el iceberg
El niño en el iceberg (en inglés The Boy in the Iceberg) es la primera parte del primer episodio de la serie animada de televisión Avatar: la leyenda de Aang. Fue dirigido por Dave Filoni, uno de los creadores de la serie The Clone Wars. Su lanzamiento el 23 de septiembre de 2005 marca a su vez el inicio de la serie en su conjunto.

## Sinopsis
Katara y Sokka son dos hermanos pertenecientes a la Tribu Agua del Sur. Mientras pescan en aguas frías, descubren a un niño atrapado en un iceberg. Lo liberan y descubren que se llama Aang y que pertenece a los Nómades del Aire. Esto los sorprende, ya que se creía que los nómadas se habían extinguido hace 100 años. Aang, junto con su bisonte volador de seis patas, Appa, regresa con los hermanos a su aldea, donde divierte a los aldeanos con su dominio del aire. 
Mientras tanto, el Príncipe Zuko de la Nación del Fuego, acompañado por su tío Iroh, patrulla las aguas circundantes en busca del Avatar, una figura legendaria que puede dominar los cuatro elementos, mientras que todos los demás gobernantes heredan solo la habilidad para dominar un solo elemento. 
Katara confía en Aang y le gustaría saber más sobre cómo usar sus habilidades, pero se ve obstaculizada por el hecho de que ella es la única gobernante de agua de su tribu. Aang le promete que la llevará a la Tribu Agua del Norte para entrenarla. Un encuentro casual con una nave de la Nación del fuego abandonada pone en evidencia que Aang desconoce la guerra que se libró entre esta y las otras tres naciones del mundo durante 100 años. Con base en ese dato, Katara y Sokka deducen que debe llevar otas tantas décadas congelado. 
Los hermanos a su vez encienden una trampa en la nave, lo que confirma las sospechas de Zuko de que el Avatar está cerca.

## Recepción y crítica
Por presentar a los personajes principales y por sentar las bases de la trama principal, El niño en el iceberg es junto con su continuación El regreso del Avatar uno de los capítulo "esenciales" de toda la serie. Entre sus grandes virtudes se encuentran la calidad de su animación de estilo japonés y que aspira desde le principio a tener un público de varias edades. Asimismo, su introducción (que es diferente de la del resto de los capítulos de la serie) ha sido considerada como "una de las más icónicas de la animación occidental".